# Kassandra (jméno)
Kassandra je ženské křestní jméno. Jméno má řecký původ (kasis+paner; mužská řecká varianta pak zněla Kassandros). Jde o jméno antické starořecké věštkyně Kassandry, dcery trójského krále Priama, již bohové potrestali tím, že jejím věštbám nikdo nevěřil.

## Domácké podoby
Kassie, Kasey, Sandra, Kass

## Slavné Kassandry
- Kassandra – mytická řecká věštkyně
- Cassandra Spagnolo – australská modelka
- Cassandra Austen – sestra spisovatelky Jane Austen
- Cassandra Bankson - americká modelka a youtuberka
- Cassandra Clare - americká autorka
- Cassandra Pickett Durham - americká lekařka
- Cassandra Lynn- americká modelka
- Cassy O'Connor - australská politička
- Cassandra Peterson - americká herečka
- Cassandra Potter - americká hráčka metané
- Cassie Scerbo - americká herečka, zpěvačka a tanečnice
- Cassie Steele - kanadská herečka
- Cassandra Steen - německá zpěvačka
- Cassandra Wilson – americká zpěvačka
- Cassandra Hughes – britská postava ze seriálu Hex
- Teta Kassandra – fiktivní postava z kresleného seriálu Včelka Mája
- Kassandra – titulní postava stejnojmenné venezuelské telenovely
- Přejezd Kassandra (The Cassandra Crossing) – britský thriller z roku 1976 se Sofií Lorenovou v jedné z hlavních rolí
- Kassandra (Červený trpaslík) – 48. epizoda scifi seriálu Červený trpaslík

## Souvislé články
- Kassandros